# 愛德華·H·辛普森
愛德華·休·辛普森 CB（英語：Edward Hugh Simpson，1922年12月10日—2019年2月5日）是一名英國密碼破譯員、統計學家和公務員。他因與烏德尼·尤爾一起描述辛普森悖論而知名。

## 早期生活和教育
辛普森在北愛爾蘭長大，在科萊恩學院上學，之後就讀於貝爾法斯特女王大學，於1942年獲得理學學士學位。戰後，他於1945年至1947年在劍橋大學基督學院攻讀數學統計學博士學位。

## 職業生涯
1942年秋天，辛普森被招募到布萊切利園工作，最初作為義大利海軍部門的密碼破譯員。1943年與義大利的戰爭即將結束，他被要求領導JN-25小組，為支持太平洋戰爭的美國海軍密碼破譯工作作出貢獻 （页面存档备份，存于）。二戰結束後，辛普森進入文官隊伍行政階層。他於1947年進入英國教育部，隨後還在財政部、英聯邦教育聯絡組、作為議會主席和掌璽大臣的海爾什姆子爵的私人秘書，以及公務員部門工作。
1956年至1957年，辛普森在美國聯邦基金擔任研究員。1973年至1982年，辛普森曾擔任教育和科學部副部長。他於1976年獲得巴斯勳章，以表彰他在教育領域的貢獻，並於1982年退休。
退休後，辛普森繼續參與教育工作，於1983年至1995年擔任學校課程獎全國評估小組主席，於伯明翰大學和華威大學擔任研究員，並於1989年至1999年擔任布拉德福德城市技術學院理事會主席，負責監督該學院在綠地上的建設工作。1984年至1989年，他是林肯格羅斯泰特主教大學的理事，並於1992年7月被授予榮譽博士學位。

## 研究工作
辛普森作為布萊切利園的一名密碼分析員，被引入數學統計的思維（1942－45年）。1946年，他在劍橋大學讀研究生時，寫下〈應急表中互動的解釋〉這篇論文，導師是M·S·巴特利特；1951年應巴特利特的要求在《皇家統計學會雜誌》上發表了這篇論文，因為巴特利特想參考這篇論文。這篇論文提到後來被稱為尤爾-辛普森效應或辛普森悖論的問題。這個悖論在數學統計教學中被用來說明統計學家在解釋數據時需要注意的問題。它出現在2009年美國刑事系列電視劇中，也恰當地出現在《辛普森一家》的其中一集。

## 出版作品
辛普森於1949年在《自然》期刊上發表了一篇關於多樣性測量的文章。隨後他於1951年在《皇家統計學會雜誌》上發表〈應急表中交互作用的解釋〉（The Interpretation of Interaction in Contingency Tables）。
2017年，95歲的辛普森為二戰期間艾倫·圖靈在布萊切利園開發的密碼分析程序班伯里方法貢獻兩章內容。

## 個人生活
愛德華·辛普森是休和瑪麗·辛普森的獨生子，家在安特里姆郡巴利米納布魯克菲爾德。1947年，他與弗馬納郡凱什歐內維爾的蕾貝卡·吉布森（Rebecca Gibson）結婚。她在二戰期間也曾在GCHQ的義大利海軍部門工作，兩人都被調到JN-25上工作。蕾貝卡於2012年先於愛德華去世。他們有一個兒子和一個女兒，以及四個孫子。
辛普森於2019年2月5日在英格蘭逝世，享年96歲。